# Methylthiouracil
Methylthiouracil (INN) je organická sloučenina používaná na léčbu hypertyreózy. Patří mezi thioamidy, strukturně se podobá propylthiouracilu a má i podobný mechanismus účinku. Omezuje tvorbu hormonů štítné žlázy. Klinické účinky se mohou, v závislosti na množství zásobního thyroglobulinu i jiných faktorech, objevit až po dvou týdnech.

## Příprava
Methylthiouracil se připravuje kondenzací ethylacetacetátu s thiomočovinou: